# Tranebjerg
 Ikke at forveksle med Tranbjerg.
Tranebjerg er Samsøs kommunesæde og største by med sine 843 indbyggere  (2025). Byen ligger centralt på Sydsamsø med ca. 4 kilometer til Sælvig, 5 til Ballen og 7 til Kolby Kås. Tranebjerg ligger i Samsø Kommune og hører til Region Midtjylland.
Byen havde engang en kongeborg, i dag omtalt som Gammel Brattingsborg, men den blev angrebet og nedbrændt af Marsk Stig i 1289. Kun voldstedet er tilbage ca. 100 m fra Tranebjerg Kirke i den nordvestlige del af byen. Kirken er en gotisk bygning fra 1300-tallet med et meget kraftigt tårn fra omkring år 1500. Centralt i byen ligger Samsø Museum, der rummer Samsøs historie med bl.a. oldtidssager og interiøret fra en samsøgård og flere bygninger i landskabt er knyttet til museet. Museet er i 2017 på grund af de ændrede tilskudsvilkår fusioneret med Moesgaard Museum.
I Tranebjerg finder man Samsø Turistbureau i Langgade.

## Historie
I 1682 bestod Tranebjerg af 10 gårde med 463,1 tdr. land dyrket areal skyldsat til 73,96 tdr. htk. Driftsformen var tovangsbrug.
Omkring 1870 blev byen beskrevet: "Tranebjerg med Kirken, lidt vestlig for Byen, Præstegaard, Thing- og Arresthuus, Birkedommerbolig, Telegraphstation, Districtslægebolig, Gjæstgiveri, at Apothek, et Farveri, Boghandel".
Omkring 1900 blev byen beskrevet: "Tranebjærg, ved Landevejen, en købstadslignende, tæt bebygget Landsby omtr. midt paa Sønderlandet (med mange teglhængte Huse, af hvilke flere paa 2 Stokværk), med Kirke, Præstegd., Ting- og Arresthus (opf. 1860; Plads for 8 Arrestanter), Amtssygehus (opf. 1890; 8 Senge, 2 Reservesenge), Forsamlingshus (opf. 1883), Posthus med Telegrafstation , Hovedstation for Samsø Telefonselskab, Apotek, Sparekasse (opr. 23/3 1871; 31/3 1895 var Sparernes samlede Tilgodehavende 679,096 Kr., Rentefoden 4 pCt., Reservefonden 31,892 Kr., Antal af Konti 2064), Boliger for Birkedommeren, Distriktslægen, Toldforvalteren og Grevskabets Godsforvalter, to private Skoler, hvoraf den ene Realskole, Gæstgiveri, Jærnstøberi og Maskinværksted, Dampfarveri, 2 Uldspinderier, Bryggeri og Boghandel foruden flere handlende og Haandværkere".